# José Manuel Luna
José Manuel Luna ist ein ehemaliger mexikanischer Fußballspieler auf der Position eines Stürmers.

## Karriere
Luna stand nahezu während der gesamten 1970er-Jahre beim Club Deportivo Guadalajara unter Vertrag, für den er zwischen 1970 und 1979 insgesamt 84 Punktspieleinsätze in der höchsten mexikanischen Spielklasse bestritt. Er war somit einer der langjährigsten Spieler während der sogenannten Epoche der Chivas Flacas, der schlechtesten Phase der Vereinsgeschichte.
Sein Debüt in der Primera División bestritt Luna am 9. Juni 1971 in einem Auswärtsspiel bei den UNAM Pumas, das 0:1 verloren wurde.
Bereits fünf Wochen später avancierte Luna am 14. Juli 1971 zum „unsterblichen Helden“ seines Vereins, als er am letzten Spieltag den Siegtreffer zum 1:0 gegen den CF Monterrey erzielte, der Chivas den vorletzten Platz in der Gruppe B vor dem CF Pachuca sicherte und durch den Deportivo Guadalajara den Relegationsspielen um den Klassenerhalt entging, in denen es zudem ausgerechnet zu einem Clásico Tapatío gegen den Stadtrivalen Atlas Guadalajara gekommen wäre, der später in den Relegationsspielen gegen den CF Pachuca das Nachsehen hatte.
Sein ehemaliger Mannschaftskamerad in jenen Tagen, Hugo Díaz de la Paz, erinnerte sich ein halbes Jahrhundert später daran, dass dieser befreiende Sieg gegen Monterrey für die Mannschaft gleichbedeutend mit einem Pokalsieg gewesen sei.